# Segart
Segart község Spanyolországban, Valencia tartományban. Segart Albalat dels Tarongers, Estivella, Náquera és Serra községekkel határos. Lakosainak száma 167 fő (2024).

## Népesség
A település népessége az utóbbi években az alábbiak szerint változott:
| Lakosok száma | 190  | 158  | 139  | 134  | 188  | 184  | 158  | 163  | 174  | 167  |
|               | 2001 | 2004 | 2007 | 2009 | 2012 | 2014 | 2017 | 2019 | 2022 | 2024 |